# Стремянный переулок
Стремя́нный переу́лок — улица в центре Москвы в районе Замоскворечье, расположен между Зацепской площадью и Большой Серпуховской улицей. Главный корпус Российского экономического университета им. Г. В. Плеханова находится по адресу Стремянный переулок, дом 36.

## История

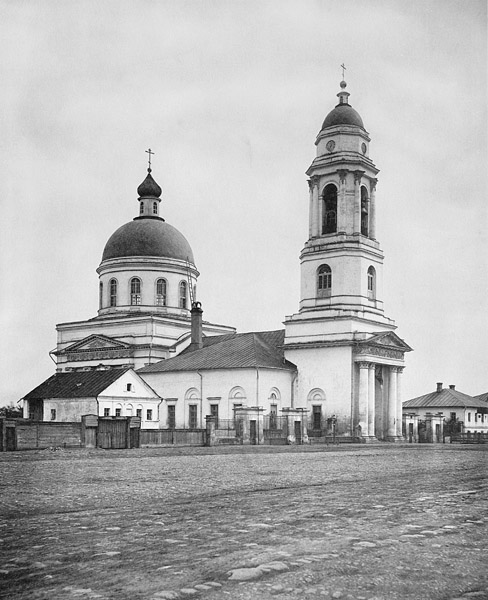
Храм Флора и Лавра на Зацепе (Дубининская улица, 9) напротив начала Стремянного переулка. 1882 год.

С конца XVI столетия, здесь располагалась Коломенская-Ямская слобода. Тут жили ямщики, это была окраина старой Москвы. В XVII веке по названию церкви Флора и Лавра (эти святые - покровители домашнего скота и, следовательно, лошадей) возник Флоролаврский переулок. В XIX веке переулок получил современное название по некогда находившемуся в переулке домовладению, принадлежавшего стремянному (по некоторым данным его фамилия Букин). В Русском государстве существовал придворный чин — стремянной. Это был верховный конюх, который заведовал царскими верховыми лошадьми. Чин со временем отменили, а название переулка осталось.

## Описание
Стремянный переулок начинается от Дубининской улицы у Зацепской площади, проходит на запад, пересекает Малую и Большую Пионерские улицы, Большой Строченовский переулок, слева к нему примыкает улица Щипок. Заканчивается на Большой Серпуховской у выходов станции метро «Серпуховская».

## Здания и сооружения

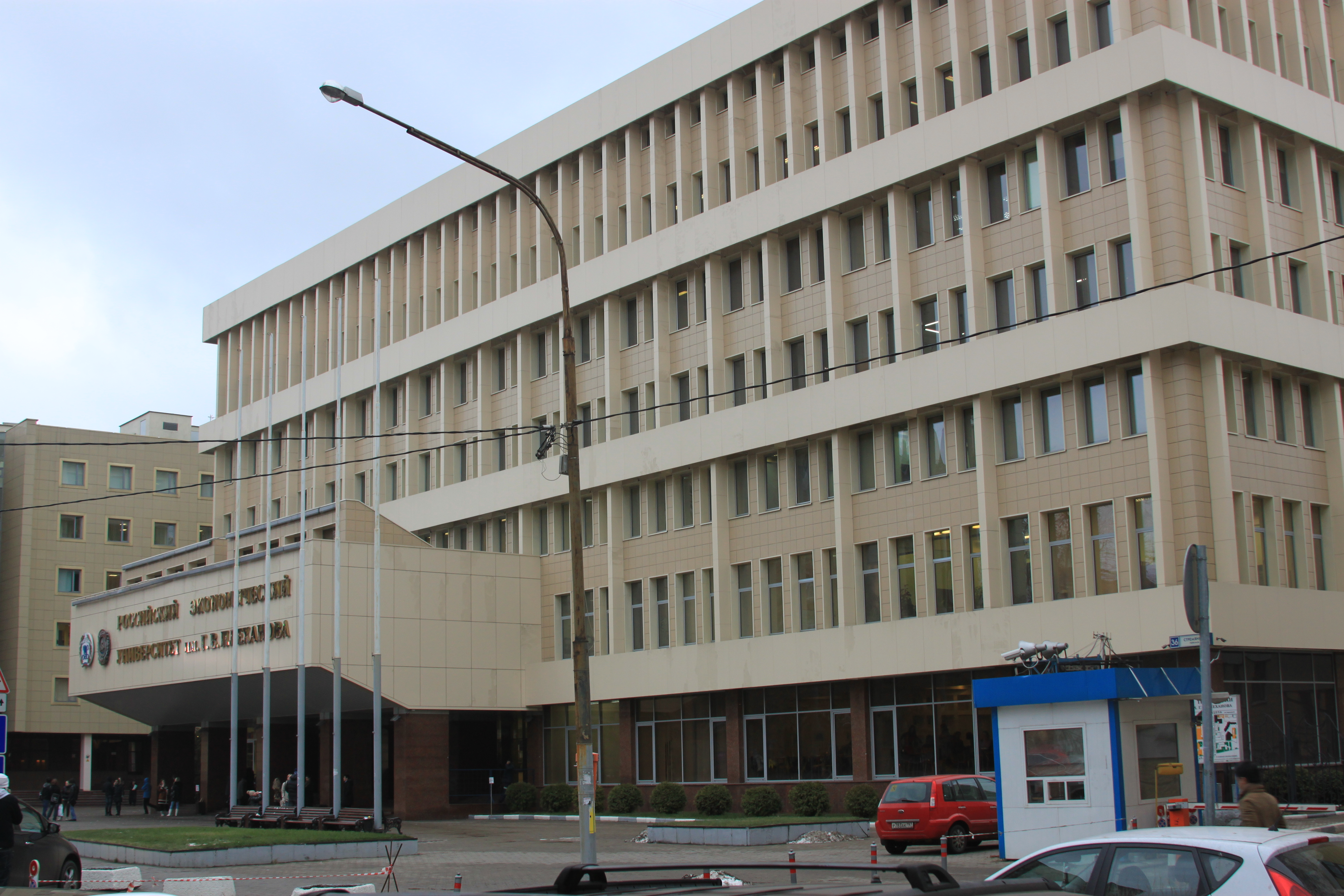
№ 36. III учебный корпус РЭУ имени Г. В. Плеханова.

### По нечётной стороне
- № 11 — гостиница «Татьяна».
- № 21 — 14-этажный 1-подъездный кооперативный дом (ЖСК «Гипровуз-4»).
- № 33/35 — школа № 1060 Вальдорфская.

### По чётной стороне
- № 6/13 (по Большой Пионерской улице) — дореволюционный пятиэтажный доходный дом.
- № 10 — детский сад № 859.
- № 26—38 — комплекс зданий Российского экономического университета имени Г. В. Плеханова:
  - № 26 — административно-офисное здание (2006—2008), западное крыло — VII учебный корпус РЭУ имени Г. В. Плеханова, восточное — арендуемые офисные помещения;
  - № 28, стр. 1,  памятник архитектуры — Мужское коммерческое училище имени цесаревича Алексея Московского общества распространения коммерческого образования (1902—1904, архитектор А. У. Зеленко). В настоящее время — I учебный корпус РЭУ имени Г. В. Плеханова;
  - № 28, стр. 2,  памятник архитектуры — Московский коммерческий институт (1911—1913, архитектор С. У. Соловьёв, после его кончины строительство завершал А. В. Щусев). В настоящее время — II учебный корпус РЭУ имени Г. В. Плеханова;
  - № 28, стр. 2А — Дом культуры и Конгресс-центр РЭУ имени Г. В. Плеханова (1976—1978);
  - № 36 — III учебный корпус РЭУ имени Г. В. Плеханова (1978—1980);
  - № 38 — административное здание (2005—2006), восточное крыло — V административный корпус РЭУ имени Г. В. Плеханова, западное — арендуемые офисные помещения.